# Маріка малабарська
Ма́ріка малабарська (Cinnyris abbotti) — вид горобцеподібних птахів родини нектаркових (Nectariniidae). Ендемік Сейшельських Островів. Раніше вважався підвидом мадагаскарської маріки. Вид названий на честь американського орнітолога Вільяма Луїса Аббота.

## Підвиди
Виділяють два підвиди:
- C. a. abbotti Ridgway, 1894 — острів Успіння;
- C. a. buchenorum Williams, JG, 1953 — острови Астов і Космоледо[en].

## Поширення і екологія
Малабарські маріки мешкають на кількох дрібних коралових островах в групі Зовнішніх Сейшельських островів. Вони живуть в чагарникових заростях.